# Шишков, Дмитрий Семёнович
Дми́трий Семёнович Шишко́в (1761 — 19 ноября 1820 года) — рязанский и тамбовский губернатор, действительный статский советник, генерал-майор. Брат адмирала А. С. Шишкова.

## Биография
Из столбового дворянского рода Шишковых. Записан на службу 16 декабря 1774 года в возрасте 13 лет. В следующем году был переведён в лейб-гвардии Преображенский полк фурьером.
Во время Русско-шведской войны 1788—1790 годов имел чин прапорщика, участвовал в битве с шведскими войсками под Фридрихсгамом. В 1790 году был произведен в подпоручики, а в 1791 году — в поручики. С 1794 года состоял кавалером при посольстве в Константинополе.
1 января 1795 года произведен в капитан-поручики и перешёл на службу в армейскую пехоту в чине подполковника. С 17 января 1799 по 30 мая 1800 года — шеф 19-го егерского полка.
9 апреля 1798 года императором Павлом I назначается командиром одного из полков, расквартированных в Сибири. 4 июля 1799 года пожалован в генерал-майоры и награждён Орденом Святой Анны II степени. Всего через год Шишков был обвинён в «некрепости полковой упряжи» и отстранён от должности без награждения чином и без мундира.
После тридцатилетней службы Шишков остался не у дел в «совершеннейшей бедности, не имея у себя никакого пропитания». За ним числилось только небольшое поместье Ерново Зарайского уезда Рязанской губернии.
После вступления на престол Александра I Шишков обратился к нему с просьбой о назначении на гражданскую службу. Император, ознакомившись с просьбой 22 мая 1801 года, определил Шишкова рязанским губернатором.
23 июля 1801 года Дмитрию Семёновичу пожалован чин действительного статского советника, а 10 декабря — Орден Святой Анны I степени «за усердную службу и ревностные труды».
По результатам проведённой в 1806 году ревизии губернии сенатором П. С. Руничем Шишков вышел в отставку. Он переселяется в своё имение Ерново Зарайского уезда. Во время Отечественной войны 1812 года бывшему губернатору предложили возглавить 1-й Егерский полк Рязанского ополчения, однако он отказался, ссылаясь на болезнь.
С 28 января 1813 года по 1815 год тамбовский губернатор. С последней должности был уволен в результате ревизии А. Л. Львова.
Скончался 19 ноября 1820 года. Похоронен в Иоанно-Богословском монастыре Рязанского уезда.

## Управление Рязанской губернией
Во время губернаторства Д. С. Шишкова были восстановлены упразднённые в 1796 году Данковский, Егорьевский и Спасский уезды — их центры вновь обрели статус уездных городов.
Созданная при Павле I единая палата «суда и расправы» была вновь разделена на палаты уголовного и гражданского суда.
Указом от 21 апреля 1803 года была создана губернаторская канцелярия, которая постепенно превратилась в ведущее административное учреждение в губернии. 24 ноября вместо ордонансгаузов Павла I было введено «положение о городской и земской полиции». Первым городом, получившим полицейский штат, стала Рязань.
В 1803 году император Александр I вводит указ о вольных хлебопашцах. Первый в губернии перевод крепостных крестьян в хлебопашцы состоялся в 1804 году, когда инициатор указа граф С. П. Румянцев отпустил на волю 34 крестьянина села Пирочи Зарайского уезда.
Важным этапом в годы губернаторства Шишкова стало развитие народного образования. В результате реформы Александра I в губернских городах должны появиться мужские гимназии. Открытие такой гимназии в Рязани состоялось 27 ноября 1804 года в торжественной обстановке при большом стечении народа. Губернатор в этот день угощал публику праздничным обедом, а вечером от коллежского советника и кавалера Г. В. Рюмина состоялось театральное представление и ужин.
Вслед за губернской гимназией открылись уездные училища: в 1804 году — Рязанское, в 1806 году — Зарайское и Спасское.
В августе 1801 года губернатор получает от императора Александра I письмо о желании открытия в Рязани Дворянского военного училища. После собрания губернского дворянства была объявлена подписка о сборе средств, сумма которых к 1805 году составила 87 450 рублей.

## Семья
Первая жена (с 22 апреля 1795) — графиня Вера Петровна Толстая (1776—1798), старшая сестра художника Ф. П. Толстого. Венчались в Петербурге в Никольском Богоявленском морском соборе. Умерла при вторых родах в Пресновской крепости в Сибири. Дочь Елизавета замужем за Александром Дмитриевичем Денисьевым.
Вторая жена — Екатерина Васильевна Юрьева (ум. 28.12.1852), богатая рязанская помещица и хозяйка имения в селе Ерново. Вместе с мужем входила в круг петербургских знакомых Пушкина. По отзыву современницы, была женщина капризная, сварливая и деспотичная до жестокости, взгляда которой боялась вся многочисленная её семья. Всем хозяйством она распоряжалась единолично и никогда не только не обращалась к мужу за советом, но и не слушала его замечаний. Спасения от гнева её не было никогда и никому, и никакой пощады она не знала, за что долгие годы была известной в окрестности под нелестным прозвищем Салтычихи. Их-за психического расстройства последние 12 лет своей жизни она провела в добровольном затворничестве, лежа в темной своей комнате, никого, кроме горничной, к себе не пуская. Детей своих она не только не видела, но и не интересовалась ни их образом жизни, ни их занятиями. По причине этого имение Шишковых было взято под дворянскую опеку. Вместе с тем Катерина Васильевна никогда не отличалась ни дряхлостью, ни худобой. Похоронена на кладбище при Богословском монастыре. Дети:
- Сыновья — Владимир, Павел (1814—1880; генерал-майор) и Василий (служил в армии, выйдя в отставку в чине полковника в 1849 году служил чиновником особых поручений в Рязанской казённой палате).
- Дочери — Прасковья (1801—после 1857), фрейлина двора (07.01.1825—1839), знакомая Пушкина[6], замужем за А. А. Ушаковым (ум. 1852); Анастасия, Софья и Авдотья. Анастасия Шишкова, как и мать, отличалась деспотичным нравом, так что в унаследованных ею от дяди министра имениях неустанно кипели крестьянские бунты, вызванные ее управлением. Кончилось тем, что по высочайшему повелению все имения были у нее изъяты и переданы в опеку сестре Ушаковой.

## Награды
- Орден Святой Анны II степени (1799)
- Орден Святой Анны I степени (1801) — «за усердную службу и ревностные труды».